# Heliophanus niveivestis
Heliophanus niveivestis är en spindelart som beskrevs av Simon 1889. Heliophanus niveivestis ingår i släktet Heliophanus och familjen hoppspindlar. Inga underarter finns listade i Catalogue of Life.